# Instituto de Investigación Textual del Nuevo Testamento

Logo del INTF

El Institute for New Testament Textual Research (en alemán: Institut für neutestamentliche Textforschung — INTF) en la Universidad de Münster, Westfalia, Alemania, es un instituto para la investigación del texto del Nuevo Testamento. El INTF fue fundado en Münster en 1959 por el Profesor Kurt Aland (1915-1994), el primer director del Instituto. En 1983 Barbara Aland sucesó a su esposo, hasta el 2004, cuando Holger Strutwolf se convirtió en el director del INTF. 
El propósito de la fundación del Instituto fue la preparación de una Edición Crítica Mayor (Editio Critica Maior) basada en la tradición del Nuevo Testamento en los manuscritos griegos, versiones antiguas y Citaciones del Nuevo Testamento en la literatura cristiana primitiva. Bajo la supervisión de Kurt Aland el INTF recolectó casi completamente la mayoría del material. El primer suplemento de la Edición Crítica Mayor con las Cartas Generales se publicó en 1997. 
El INTF también guarda algunos manuscritos del Nuevo Testamento, y asumió la responsabilidad de registrar los manuscritos del Nuevo Testamento, también para la edición del Nuevo Testamento Griego (Novum Testamentum Graece). 
Manuscritos
Minúsculas: 
676, 798, 1432, 2444, 2445, 2446, 2460, 2754, 2755, 2756, 2793; 
Leccionarios: 
ℓ1681, ℓ1682, ℓ1683, ℓ1684 (escritura de tamaño menor Uncial 0233), ℓ1685, ℓ1686, ℓ2005, ℓ2137, ℓ2208, y el ℓ2276. 